# Потье, Карл Иванович
Карл Ива́нович (Шарль Мише́ль) Потье́ (16 сентября 1785 — 4 (16) марта 1855) — российский инженер, педагог, генерал-лейтенант.

## Биография
Родился в 1785 (или 1783) году в состоятельной семье во Франции. Служил во французских инженерных войсках. По Высочайшему повелению, 20 июля 1810 года Потье был принят в русскую службу, в Корпус инженеров путей сообщения, с чином капитана; 2 июля того же года был назначен профессором математики в только что открытый институт Корпуса инженеров путей сообщения; 27 июня 1811 года был произведён в майоры.
Наступление 1812 года и открытие военных действий с Францией отразились неблагоприятно на судьбе преподавателей-французов института Корпуса инженеров путей сообщения; в их числе Потье по распоряжению от 29 июня 1812 года был отправлен сначала в Ярославль, затем — в Пошехонье и, наконец, в Иркутск. Только 8 февраля 1815 года Потье был вызван в Санкт-Петербург, куда и прибыл 7 апреля 1815 года и вновь был причислен к институту Корпуса инженеров путей сообщения; 14 июня 1815 года был произведён в подполковники, а 30 июня того же года был назначен в резерв Корпуса инженеров путей сообщения с оставлением при институте.
Произведённый в полковники, Потье 17 февраля 1818 года был командирован в четвёртый округ путей сообщения для исполнения поручений, возложенных на полковника Дестрема по изысканию соединения реки Донца с Волгой; 6 августа того же года он был назначен управляющим (директором) первого отделения 4-го округа. В 1819 году Карл Потье создал проект доков в Севастополе, для ремонта кораблей Черноморского флота, получивший позже в 1822 – 1823 годах развитие и исполнение, благодаря деятельности ученого из ИИПСа Антона Рокура. В новую составляющую проекта вошли и пять акведуков, подводящих чистую воду горной реки к сухим докам. В 1820-х годах по проекту Потье, управляющего I-го отделения IV-го округа путей сообщения, была проложена хорошая грунтовая дорога из Бахчисарая через Мекензиевы горы на Инкерман.
Произведён в генерал-майоры 28 июня 1823 года и 14 апреля 1824 года был назначен членом Совета путей сообщения с увольнением от должности управляющего первым отделением 4-го округа, причём 16 числа того же месяца ему было объявлено Монаршее благоволение «за отличное усердие и примерную деятельность, оказанные по работам, производимым по морскому ведомству». С 8 декабря 1823 года Потье был управляющим Комиссией проектов и смет, где прослужил до 11 марта 1834 года и 6 декабря за отличие по службе был произведён в генерал-лейтенанты с назначением директором института Корпуса путей сообщения, сохранив вместе с тем звание члена Совета путей сообщения и публичных зданий.
Выйдя в отставку 6 октября 1836 года, Потье поселился в своём имении в деревне Кларовке Днепровского уезда Таврической губернии, где и скончался 4 (16) марта 1855 года.
Был награждён орденами: Св. Владимира 3-й ст., Св. Анны 2-й ст. и орденом Почётного легиона.

## Сочинения
Из научных трудов Потье, изданных им во время службы его в Институте, известны:
- «Основания начертательной геометрии для употребления воспитанниками Института Корпуса инженеров путей сообщения», в перев. Севастьянова. — СПб. 1816, (изд. 2-е. — СПб., 1884).
- «Начальные основания разрезки камней (Traite de la coupe des pierres, par Potier)», перев. Севастьянова. — СПб., 1818.
- «Приложение начертательной геометрии к рисованию», перев. Севастьянова. — СПб., 1818.

Кроме того, в «Журнале Министерства путей сообщения» (1835. — Кн. 33) была помещена речь Потье, сказанная им при выпуске воспитанников Института 4 мая 1835 года.